# فرانك لوي
فرانك لوي (بالإنجليزية: Frank Lowe)‏ هو عازف جاز أمريكي، ولد في 24 يونيو 1943 في ممفيس في الولايات المتحدة، وتوفي في 19 سبتمبر 2003 في نيويورك في الولايات المتحدة بسبب سرطان الرئة.

## وصلات خارجية
- فرانك لوي على موقع ميوزك برينز (الإنجليزية)
- فرانك لوي على موقع أول ميوزيك (الإنجليزية)
- فرانك لوي على موقع ديسكوغز (الإنجليزية)